# Christian Lochte
Christian Lochte (* 4. Oktober 1935 in Celle; † 3. September 1991 in Langon, Frankreich) war ein deutscher Jurist und Beamter.
Lochte stammte aus einer Lehrerfamilie. 1957 erlangte er die Hochschulreife und studierte hernach Rechtswissenschaft. Anfang der 1960er Jahre war er Vorsitzender der Hamburger Jungen Union. Er wurde in Hamburg als Verkehrsrichter tätig. Das CDU-Mitglied trat 1973 in den Dienst des Verfassungsschutzes, von 1981 bis zu seinem Tode war er Leiter des Hamburger Landesamtes für Verfassungsschutz. Bei der Hamburger CDU war er mehrere Jahre Parteitagspräsident.
Die fiktive Figur Loge Hecht, Leiter des Hamburger Landesamtes für Verfassungsschutz in dem Spielfilm Der demokratische Terrorist von 1992, lehnt sich an Christian Lochte an.
Lochte erlitt beim Tennisspiel während eines Urlaubs einen Herzinfarkt, an dessen Folgen er starb. Er war Vater von drei Töchtern.